# ハイマン・アンド・ヒーブス
ハイマン・アンド・ヒーブス (英語: Himan and Heeb, ソマリ語: Ximan iyo Xeeb) は、ソマリアにかつて存在した自称国家。2008年に独立宣言され、2015年に消滅した。首都はアダド。住民は、ソマリ族のラハンウェイン、ジャレーウェイン（Jareerweyn, バントゥー系）、シェークハール、マディバン、ディルなど、ソマリアの中では比較的少数氏族が中心。面積は約1.3万平方キロメートル、人口は約377万人（2014年推定）。

## 歴史

### 建国
2008年頃、ソマリア中央部では軍閥アル・シャバブとアル・スンナ・ワル・ジャマーが、地元の意向を無視して、支配権を巡って争っていた。そこで地元の長老会議が開催され、ソマリ系アメリカ人でミネソタに住んでいたモハメド・アダム・ティーセイ（Mohamed Adam Tiicey）を中心とした国家「ハイマン・アンド・ヒーブス」が作られることになった。自治を進めた結果、2013年時点で犯罪は激減し、学校32、病院1、個人医院3が開設された。
2013年6月、アダドにおいて会議が行われ、2代目大統領にアブドゥラヒ・アリ・モハメド（Abdulahi Ali Mohamed）、通称アッデ（Adde）が選出された。アブドゥラヒはそれまでロンドンに住んでおり、今後3年間の大統領とされた。
2014年1月には、プントランド大統領就任式に代表を送っている。

### ソマリア中部統一の動き
2014年1月末、ガルカイヨでガルムドゥグとハイマン・アンド・ヒーブスの両大統領が会談し、ソマリア連邦に加わるための要件を満たすために、両国の合併が可能かどうか話し合われた。
2014年7月30日、ソマリア中部の統治方法を検討するため、ソマリアの首都モガディシュにおいて、ハッサン・シェイク・モハムド大統領、アブディウェリ・シェイハ・アフメド・モハメド首相立会いの元、ガルムドゥグ、ハイマン・アンド・ヒーブス、アル・スンナ・ワル・ジャマーの会談が行われた。
もっとも、連邦政府のこの動きに対し、プントランド大統領アブディウェリ・モハメド・アリは強く反対を表明し、ソマリア中部に自治州が作られるようであればプントランドはソマリア連邦への協力を停止する、とまで語っている。さらにそれに対して国連や欧州連合の代表は、プントランドに対し、この会談の結果はプントランドが実効支配するムドゥグ地域北部の状態に影響を及ぼすものでは無い、とする書簡を送っている。10月14日にソマリア連邦政府とプントランド代表者との会談が行われ、この場合の「ソマリア中部州」がムドゥグ地域南部とガルグドゥード地域を意味すると確認された。
12月25日、連邦政府はソマリア中部州設立を支援するための委員会を設立。2015年1月21日にはハイマン・アンド・ヒーブスの首都アダドを訪問している。
2015年4月1日よりアダドで2回目の会議が始まった。4月8日、モハムド大統領は中部州の州都をドゥサマレブに決定したと発表し、現地の長老やハイマン・アンド・ヒーブス政府が反対し会議が延期する事態となった。4月17日に中部州の暫定行政が始まり、ハイマン・アンド・ヒーブスは中部州に参加したことで消滅した。しかし不満を持ったアル・スンナ・ワル・ジャマーはドゥサマレブから連邦軍を追放し、連邦政府派のガルムドゥグ政府はアダドへ避難した。こうしてドゥサマレブを首都としたアル・スンナ・ワル・ジャマー主導の中部州とアダドを臨時首都としたガルムドゥグの2つの政権が並立する事態になった。ハイマン・アンド・ヒーブスは当初アダド政権に属していたが、6月29日に離脱しドゥサマレブ政権へ合流した。
2つの政府は2017年12月に和平協定を締結。翌年にドゥサマレブを首都とした統一政府が樹立され、ソマリア中部は統一された。